# تل ذنوب
تل ذنوب - هي إحدى القرى اللبنانية من قرى قضاء البقاع الغربي في محافظة البقاع.

## الموقع والخصائص
تقع تل ذنوب في قضاء البقاع الغربي - محافظة البقاع، مركز المحافظة زحلة، ومركز القضاء جب جنين، ترتفع عن سطح البحر بحوالي (850)م ، تبعد عن العاصمة بيروت حوالي (73) كم عبر زحلة -شتورة-قب الياس- عميق- عانا. وتبعد عن زحلة (31) كم ، وعن مركز القضاء "جب جنين" 3 كم . تبلغ مساحة أراضيها حوالي (687) هكتاراَ، أهم زراعاتها الحبوب والشمندر السكري والخضار والكرمة والتفاح، تروي أراضيها مياه نهر الليطاني والآبار الأرتوازية.
تعرضت تل ذنوب للدمار بفعل الزلزال الذي ضرب لبنان عام (1956م) ، وأعادت مصلحة التعمير في البلاد بناءها ، وأصبحت المنطقة تعرف بتل ذنوب الجديدة ، أما البلدة القديمة فلم يبق منها إلا بيتين . في 2013م افتتح برنامج الأمم المتحدة الإنمائي ومشروع "عيش لبنان" بالتعاون مع بنك بيروت والبلاد العربية وبلدية تل ذنوب في البقاع الغربي، القرية النموذجية التراثية في تل ذنوب، وقد لفت مدير برنامج الأمم المتحدة الإنمائي الى أن دعم البرنامج لهذه المشاريع يهدف إلى مساعدة المناطق والقرى اللبنانية لتنميتها وفق الإمكانات المتوافرة، مشيراً إلى أن ما تم إقراره في وثيقة الطائف واللامركزية الإدارية أساس لدعم البلديات في سبيل التنمية المحلية، وأن البقاع يعاني إهمالاً كبيراً وحرماناً كثيراً.وتجدر الإشارة إلى أن كلفة المشروع الذي يعتبر الأول من نوعه في البقاع الغربي، تبلغ حوالي 450 ألف دولار.

## التسمية.
ربما يعود أصل الاسم "تل ذنوب" إلي اللغة السامية القديمة ، وربما الآرامية، وتحديداً TEL DNUB بمعني لحف الجبل من منطلق أن جذر القسم الثاني من الاسم يفيد عن الطرف ومن الجبل لحفة.
تل ذنوب يسكنها المسيحيون بأغلبية وأهم العائلات المتواجدة هناك: الحداد،حنا، الحمود،الحسين، ماضي، السلام، صقر، حمود، سليلاتي، العباس، حمادة، الخوري، موسي، السليمان، فرحات، متى، الأسعد، رزق، عبود ، نخلة، حبيقة. ويوجد بالبلدة كنيسة مار جرجس ، وجمعية كشاف التربية الوطنية ، وجمعية تل ذنوب الإنمائية. مناسباتها الخاصة تتمثل في عيد مار جرجس (23 نيسان).